# Helmut Satzinger

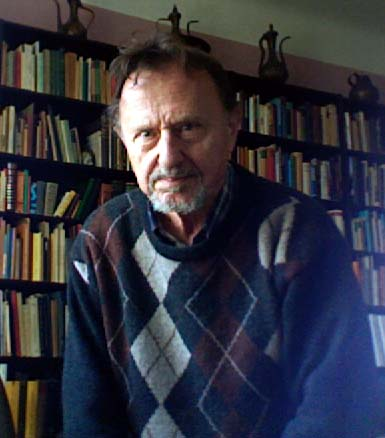
Helmut Satzinger (2007)

Helmut Georg Satzinger (* 21. Jänner 1938 in Linz) ist ein österreichischer Ägyptologe und Koptologe.

## Leben
Satzinger verbrachte Kindheit und Jugend in Oberösterreich. Seit 1956 lebt er in Wien, abgesehen von zwei Intermezzi in Kairo (ein Jahr) und in Berlin (fünf Jahre). Er studierte Ägyptologie, Arabistik und Afrikanistik an der Universität Wien und der Universität Kairo, seine Promotion erfolgte 1964 in Wien.
Von 1964 bis 1969 war Satzinger am Ägyptischen Museum in West-Berlin mit der Katalogisierung und Publikation der koptischen Papyri beschäftigt. 1969 wurde er Kustos an der Ägyptisch-Orientalischen Sammlung des Kunsthistorischen Museums in Wien, 1977 zum Direktor der Sammlung ernannt. 1978 habilitierte sich Satzinger an der Universität Wien für Ägyptologie mit der Arbeit „Neuägyptische Studien. Die Partikel ir – Das Tempussystem“. Seither hält er kontinuierlich Vorlesungen, insbesondere die Kurse Mittelägyptisch und Neuägyptisch, ägyptische Epigraphik, ägyptische Kunst und ägyptische Museumskunde.
1978 wurde ihm der Kardinal-Innitzer-Förderungspreis für Geisteswissenschaften verliehen. 1989 erhielt er den Titel eines außerordentlichen Universitätsprofessors. Im Jahr 1996 erhielt er den Titel Hofrat. 2003 trat er altersbedingt in den Ruhestand.
Helmut Satzinger hatte Gastprofessuren inne oder hielt Gastvorlesungen an der Universität Hamburg (1980), der Ludwig-Maximilians-Universität München (1993), der Universität Kairo (2000) und der Universität Belgrad (2004, 2005).

## Wirken
Satzingers wissenschaftliches Œuvre ist teils mit seiner Museumslaufbahn verbunden. Neben Sammlungsführern und -katalogen publizierte er auf epigraphischem und prosopographischem Gebiet (Corpus Antiquitatum Aegyptiacarum). Nicht minder gewichtig ist sein sprachwissenschaftliches Werk, in welchem er sich aktiv der Schule Hans Jacob Polotskys verpflichtet fühlt. Dazu kommen auf koptologischem Gebiet Editionen nichtliterarischer Texte sowie dialektologische Arbeiten und Altkoptisch. Im höheren Alter hat er sich verstärkt der afroasiatischen Sprachforschung zugewandt. Satzinger hat bisher zwölf Doktor-Dissertationen und achtzehn Magisterarbeiten betreut, er hat am Kunsthistorischen Museum zehn Forschungsprojekte betreut, die größtenteils vom Fonds zur Förderung der wissenschaftlichen Forschung in Wien finanziert waren.

## Schriften

### Monografien und Kataloge
- Koptische Urkunden III. Ägyptische Urkunden aus den Staatlichen Museen Berlin. Berlin 1968.
- Die negativen Konstruktionen im Alt- und Mittelägyptischen (= Münchner Ägyptologische Studien. Band 12). Berlin 1968.
- Echnaton – Nofretete – Tutanchamun. Wien 1975
- Neuägyptische Studien. Die Partikel ir – Das Tempussystem (= Wiener Zeitschrift für die Kunde des Morgenlandes. Beiheft 6). Wien 1976.
- mit Elfriede Reiser-Haslauer: Funde aus Ägypten. Österreichische Ausgrabungen seit 1961. Wien 1979.
- Ägyptische Kunst in Wien. Wien 1980.
- Ägyptisch-Orientalische Sammlung des Kunsthistorischen Museums. Magazinpresse, München 1987.
- mit Monika Hasitzka: Urkunden der 18. Dynastie. Indices zu den Heften 1–22. Berlin 1988.
- Mit Irmgard Hein: Stelen des Mittleren Reiches einschließlich der I. und II. Zwischenzeit. Teil I (= Corpus Antiquitatum Aegyptiacarum. Kunsthistorisches Museum Wien, Ägyptisch-Orientalische Sammlung. Band 4). Mainz 1989, ISBN 3-8053-1002-1.
- Mit Irmgard Hein: Stelen des Mittleren Reiches einschließlich der I. und II. Zwischenzeit. Teil II (= Corpus Antiquitatum Aegyptiacarum. Kunsthistorisches Museum Wien, Ägyptisch-Orientalische Sammlung. Band 7). Mainz 1993, ISBN 3-8053-1362-4.
- mit dem Fotografen Jürgen Liepe: Das Kunsthistorische Museum in Wien. Die Ägyptisch-Orientalische Sammlung (= Antike Welt. Sonderheft 1994; Zaberns Bildbände zur Archäologie. Band 14). von Zabern, Mainz 1994, ISBN 3-8053-1600-3.
- mit Michaela Hüttner: Stelen, Inschriftsteine und Reliefs aus der Zeit der 18. Dynastie (= Corpus Antiquitatum Aegyptiacarum. Kunsthistorisches Museum Wien, Ägyptisch-Orientalische Sammlung. Band 16). Mainz 1999, ISBN 3-8053-2470-7.
- mit Monika Randl: Kunsthistorisches Museum Vienna. Utrecht 2002. (CD-ROM; Egyptian Treasures in Europe. Teil 5.)
- Hieroglyphische Inschriften aus der ägyptischen Spätzeit (= Corpus Antiquitatum Aegyptiacarum. Kunsthistorisches Museum Wien, Ägyptisch-Orientalische Sammlung. Band 17). Mainz 2012.
- mit Danijela Stefanović: (Austro-)German Words in Serbian. Beograd 2014.
- mit Danijela Stefanović: Stelae of the Middle Kingdom and the Second Intermediate Period: Ägyptisches Museum und Papyrussammlung, Staatliche Museen zu Berlin. London 2019, ISBN 978-1-9061-3763-2.
- Is there not one among you who understands Egyptian? The Late Egyptian Language: Structure of its Grammar. Golden House Publications, London 2020. ISBN 978-1-9061-3767-0.
- mit Danijela Stefanović: Egyptian Root Lexicon (= Lingua Aegyptia Studia Monographica. Band 25). 1. Auflage, K. Widmaier, Hamburg, 2021, ISBN 978-3-943955-25-5.

### Weitere Veröffentlichungen
Über 150 Aufsätze zu ägyptologischen und koptologischen Themen, afroasiatischen Sprachen, Altnubisch usw. sowie über 60 Besprechungen einschlägiger Bücher; zahlreiche Beiträge zu Katalogen, Ausgrabungspublikationen und Bildbänden.